# دنیله فن د دونک
دنیله فن د دونک (تلفظ هلندی: [da:niˈɛlə vɑn də dɔnk]؛ زاده ۵ اوت ۱۹۹۱) یک بازیکن فوتبال هلندی است که در مسابقات لیگ برتر فوتبال بانوان انگلیس برای تیم آرسنال  و تیم ملی فوتبال هلند بازی می‌کند.